# معهد إسرائيل للأبحاث البيولوجية
معهد إسرائيل للأبحاث البيولوجية، هو معهد دفاع حكومي يختص بالأبحاث البيولوجية، كالكيمياء الطبية وعلم البيئة، يقع في نيس صهيونة، على بعد 20 كيلومتر جنوب تل أبيب، يعمل في معهد إسرائيل للأبحاث البيولوجية حوالي 350 مستخدم، و 150 عالماً.
تأسس المعهد عام 1952 مِن قِبل الأستاذِ إيرنست بيرجمان، ومُستشار رئيسِ الوزراء ديفيد بن غوريون ورئيسِ البحث والتطويرِ في وزارة الدفاعِ، والدّكتور ألكساندر كينان الذي أصبح أول مدير للمعهد.

## إدارة المعهد
معهد إسرائيل للأبحاث البيولوجية تحت قيادة مكتب رئيسِ الوزراء بالتعاون الوثيق مع الوكالات الحكومية. يدير المعهد العديد مِنْ المشاريعِ العامّةِ بتنسيق مع منظماتِ البحثِ الدوليةِ (حكومية وغير حكومية) والجامعات. وتنشر نتائج بحثها في أغلب الأحيان في المنشوراتِ العلميةِ المحلية والدوليةِ.

## التخصصات
بعض مِنْ التخصصات التي يبحث فيها معهدِ إسرائيل للأبحاث البيولوجية:
- تقنيات التشخيص الطبية.
- آليات الأمراضِ المسبّبة المرضِ.
- لِقاحات ومواد صيدلانية.
- بروتين وإنزيم سيانتسس وهندسة.
- المعالجة البيو-تقنية.
- تقدير خطر تلوثِ هواء.
- الكاشفات بيئي.

لا يعلن المعهد عن العمليات والأبحاث للعامة، بسبب طبيعتِها السرّيةِ خاصة تلك المتعلقة بالدّفاعِ، يُفتَرضُ على نحو واسع بأنّ المعهدَ يُطوّرُ اللِقاحاتَ والأدويةَ والمواد الكيمياويةِ المستخدمة في الحروب البيولوجية. تُخمّنُ بَعْض المصادرِ بأنّ المعهد يُطوّرُ قابلياتَ هجوميةَ أيضاً في هذه الحقولِ. زوّدَ معهد إسرائيل للأبحاث البيولوجية السم والدواء للاغتيال زعيم حركة حماس خالد مشعل في الأردن سنة 1997.
الطائرةالبوينغ "El Al Flight 1862"، التي تحطمت بهولندا سنة 1992، كانت تحمل شحنات من المواد الكيماوية بسعة 190 لتراً من مادة ديميثيل ميثيلفوسفونات "dimethyl methylphosphonate"، المستخدمة لتركيب غاز الأعصاب سارين. كانت الشحنة قادمة من الولايات المتحدة الأمريكية. هذه المادة مدرجة حالياً في الجدول الكيميائي 2 لاتفاقية الأسلحة الكيماوية.

## معهد إسرائيل لعلوم الحياة
معهد إسرائيل لعلوم الحياة هو فرع تابع لمعهد إسرائيل للأبحاث البيولوجية، يختص بالاستغلال التجاري للتكنولوجيا المبتكرة التي طورها المعهد. حسب التقرير السنوي لسنة 2000 وصلت ميزانيته إلى 16.6 مليون شيكل أي 4 مليون دولار أمريكي، وتقدر عائداته ب 12,9 مليون شيكل إسرائيلي أي 3 ملايين دولار أمريكي.

## ماركوس كلنجبيرج
ماركوس كلنجبيرج، هو نائب مدير معهد إسرائيل للأبحاث البيولوجية، اعتقلَ في 1983 وهو مُدَانِ بالتجسسِ لصالح الإتحاد السوفيتي. توقيفه وحكمه أبقيا سِرّاً لأكثر من عقد. أجبر كلنجبيرج على الإقامة الإجبارية لأسبابِ طبية عام 1998 (وبالكامل في 2003)، لكن بقي صامت حول مهنتِه أَو خيانتِه طبقاً لاتفاقيةِ التي وقّعَ قبل أن يطلق سراحه.